# 咪蒙
咪蒙（1976年12月21日—），本名马凌，女，汉族，四川南充人，文学硕士。高中就读于南充高级中学、本硕均就读于山东大学中文系。专栏作者，媒体编辑，中国大陆网络红人。曾担任南方都市报深圳杂志部首席编辑。现任北京十月初五影视传媒有限公司首席执行官。
2015年底，咪蒙建立了一个微信公众号，关注数曾达到千万。

## 生平
1995年，毕业于四川省南充高级中学，时属高95届四班。1995年，山东大学中文系攻读本科。1999年，山东大学中文系攻读硕士。
2014年11月21日，创立深圳万物生长影视传媒有限公司，注册资本531.915万人民币，任总经理、执行董事、法人，于2018年6月21日开始清算。于2018年11月26日注销。
2015年9月，咪蒙因投资影视巨亏400余万，离开深圳北上京华。
2015年12月12日，创立北京十月初五影视传媒有限公司，并于2017年5月5日独资参股深圳万物生长影视传媒有限公司。
2018年3月18日，参加网络人士理论研讨班，学习国际国内政治经济形势和国家关于互联网行业的政策，发表感言：“在公众号的运营中我们应注重体现产品思维和用户导向，尊重用户才能赢得用户，要努力唤醒人民听故事的天性，尽可能让人民参与进来，要深入了解真实发生在身边的正能量事件，用10万+的方法论，去讲述好中国故事，去激发民众对美好生活的向往”。
咪蒙曾结婚并育有一子。2018年9月3日，发微博宣布正在准备离婚。
2019年1月29日晚，咪蒙旗下的微信公众号“才华有限青年（chyxqn）”发表的文章《一个出身寒门的状元之死》在微信迅速流传。次日，文章因“涉嫌违规”被微信官方删除。随后，有不少人指出文章的漏洞，质疑这篇文章造假。2月1日，咪蒙发表微博致歉，并宣布停更微信公众号2个月，永久关停微博。 目前咪蒙的微信公众账号也已经注销。
2019年3月30日，咪蒙团队向员工们颁发了正式的“毕业证”，自此团队正式解散。
2019年4月下旬，南京应用技术学校因虚假招生等问题引发群体性事件。5月6日，微信公众号“鹿林阁的青屿堂”一篇署名“我是许长安”，题为《卖淫、自杀、坑骗、群殴.....这到底是知识的殿堂还是人间炼狱？》的文章在互联网广为流传，该文对南应事件提出了诸多质疑，言辞十分激烈。但共青团福建省委微信公众号“福建共青团”于5月7日发布题为《“南应”又刷屏？聊聊这篇文章背后的“许长安”》的文章，认为“许长安”至少有四处恶意造谣，意在制造网络焦虑，而“鹿林阁的青屿堂”经证实曾是咪蒙的签约作者。5月7日，南京市人民政府新闻办公室发布通报：5月6日，王某开、王某梁在某微信公众号发表文章，捏造、散布南京应用技术学校事件相关谣言并被大量转发。二人通过打赏已获利人民币3.2万余元，已因涉嫌寻衅滋事罪被公安机关依法刑事拘留。通报没有说明两名王姓网民散布谣言的公众号是否为“鹿林阁的青屿堂”，也未知该文是否与咪蒙本人直接相关。
2020年4月，有网友发现咪蒙疑似将此前的备用小号迁移到新账号，迁移后的新账号认证公司为霍尔果斯爆炸糖影视传媒有限公司。该公司法定代表人即为咪蒙本人。被迁移的账号名为“洪胖胖”。

## 主要作品
于《独唱团》首期发表文章《好疼的金圣叹》。
已出版作品：《我喜欢这个“功利”的世界》、《五岁熊孩子教我的事》、《守脑如玉》、《圣人请卸妆》。